# Club sportif El Hadika
Le Club sportif El Hadika est un club de volley-ball tunisien. Fondé en 2001, il est dirigé par un président, Sami Trabelsi, et une directrice exécutive, Naima Ben Ameur.
Marwa Boughanmi est la capitaine de l'équipe en 2013.